# Brixiuskirche (Bryksy)

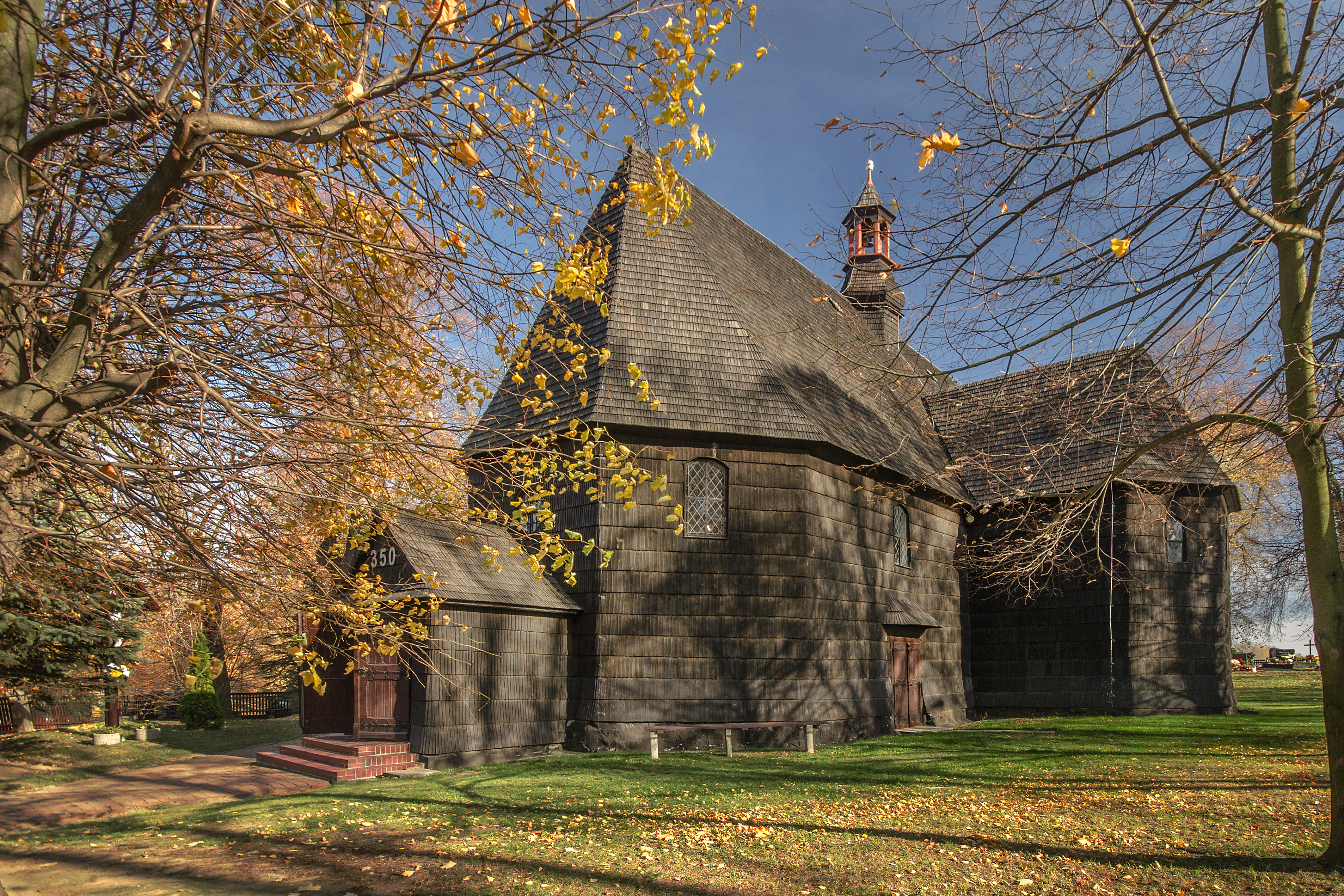
Wallfahrtskirche St. Brixen

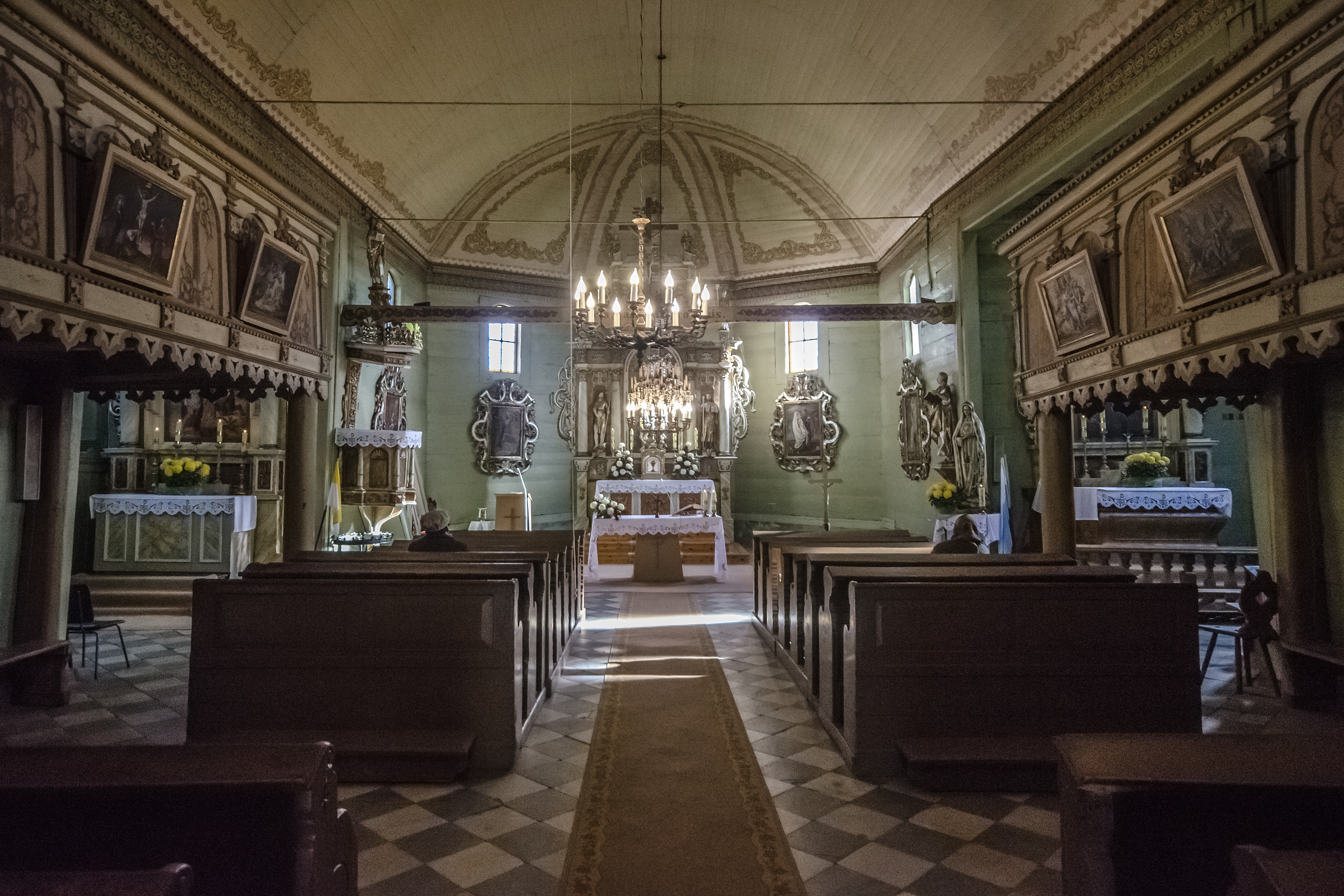
Blick in den Innenraum der Kirche

Die Schrotholzkirche St. Brixius ist eine römisch-katholische Feld- und Wallfahrtskirche aus dem 17. Jahrhundert auf einer Anhöhe nahe dem Dorfe Gościęcin (Kostenthal). Sie ist dem heiligen Brixius von Tours (370–444) geweiht. 
Der Wallfahrtsort St. Brixen (polnisch Bryksy) umfasst außerdem zwei Kapellen und eine Quelle, die St.-Brixius-Quelle bzw. der St.-Brixius-Born. Der heilige Brixius ist die zentrale Gestalt des Wappens der heutigen Gmina Pawłowiczki.

## Geschichte
Die Holzkirche wurde an der Stelle einer wundertätigen Quelle westlich des Dorfes Kostenthal an der Straße nach Koske errichtet und erstmals 1594 urkundlich erwähnt. Der heutige Bau entstand 1661 als Stiftung des Kostenthaler Schultheißes Martin Wolff und seiner Frau Martha. Auf kreuzförmigem Grundriss angelegt, wurde die Kirche mit einem kleinen Dachreiter versehen. 1674 wurde der Bau vom Breslauer Weihbischof Karl Franz Neander von Petersheide geweiht. Das Innere der Kirche ist von einem hölzernen Tonnengewölbe überspannt und birgt eine einheitliche barocke Ausstattung aus der Erbauungszeit. 
Während der Säkularisation in Preußen musste die Kirche ihre Weihgeschenke abgeben. 1880 wurde die Kirche umfassend renoviert und Ende des 19. Jahrhunderts mit neuen Gemälden ausgestattet. Das Altarblatt des südlichen Seitenaltars zeigt den Titelheiligen der Kirche. Das Hochaltarbild der Dreifaltigkeit stammt noch aus dem Jahr 1689. Am 22. April 1954 wurde die Brixiuskirche ins Denkmalregister aufgenommen.
Im oktogonalen Brunnenhaus von 1880 findet sich ein Gemälde des heiligen Brictius aus dem 17. Jahrhundert.